# 中本悟
中本 悟（なかもと さとる、1955年 - ）は、日本の経済学者。専門は現代アメリカ経済、国際政治経済学。大阪市立大学名誉教授。立命館大学経済学部経済学科教授。元日本国際経済学会会長。

## 経歴
1980年立命館大学経済学部卒業。1982年一橋大学大学院経済学研究科理論経済学及び統計学専攻修士課程修了、経済学修士。1985年一橋大学大学院経済学研究科理論経済学及び統計学専攻博士課程単位取得満期退学。同年静岡大学人文学部助教授。1988年大阪市立大学経済研究所助教授。1994年一橋大学経済研究所非常勤講師。1997年京都大学経済研究所客員助教授。2001年京都大学にて博士（経済学）の学位を取得。2002年大阪市立大学経済研究所教授。2003年大阪市立大学大学院創造都市研究科教授。2006年日本国際経済学会常務理事。2010年大阪市立大学大学院創造都市研究科長。2012年立命館大学経済学部経済学科教授、大阪市立大学名誉教授。2014年立命館大学大学院経済学研究科長。2017年立命館大学大学協議会委員、立命館大学国際平和ミュージアム副館長。2018年日本国際経済学会副会長。2020年日本国際経済学会会長。2021年立命館大学経済学部特任教授。

## 著書
- 『現代アメリカの通商政策』有斐閣 1999年